# Aloe reitzii
Aloe reitzii é uma espécie de liliopsida do gênero Aloe, pertencente à família Asphodelaceae.